# Santa Maria in Publicolis
Santa Maria in Publicolis, även benämnd Santa Maria de Santacroce, är en kyrkobyggnad i Rom, helgad åt Jungfru Marie födelse. Kyrkan är belägen vid Via in Publicolis i Rione Sant'Eustachio och tillhör församlingen Santi Biagio e Carlo ai Catinari.
Kyrkan benämns som Santa Maria de Publico i en bulla, promulgerad 1186 av påven Urban III. År 1465 restaurerades kyrkan men kom med tiden att förfalla. År 1642 fick arkitekten Giovanni Antonio de Rossi i uppdrag av kardinal Marcello Santacroce (1619–1674) att rita en ny kyrka.
Högaltarmålningen Jungfru Marie födelse är ett verk av Raffaello Vanni.
Interiören hyser två gravmonument, utförda av Lorenzo Ottoni respektive Giovanni Battista Maini.

## Bilder
| - Interiören. - Gravmonument över Antonio Publicola Santacroce och hans hustru Girolama Nari, utfört av Lorenzo Ottoni. - Gravmonument över Scipione Publicola Santacroce, utfört av Giovanni Battista Maini. |